# Anarchisme en Italie
L'anarchisme italien, en tant que mouvement, démarre principalement sous l'influence de Mikhaïl Bakounine, Giuseppe Fanelli et Errico Malatesta. De cette période, il s'élargit pour inclure l'illégalisme, l'anarchisme individualiste et l'anarcho-syndicalisme. Il participe aux années Biennio rosso et survit au fascisme. La synthèse de la Fédération anarchiste italienne émerge après la guerre. Les vieilles factions dérivées du plateformisme et de l'anarchisme insurrectionnaliste subsistent encore de nos jours.

## Origines
La section italienne de l'Association internationale des travailleurs (AIT) est formée en 1869. Influencée par des militants comme Carlo Cafiero, Errico Malatesta ou Emilio Covelli, elle définit de façon cohérente et claire les idées de l'anarcho-communisme. Lors d'une conférence, en 1876 à Florence, la section italienne de l'AIT définit ainsi les principes du communisme libertaire :

« La fédération italienne considère la propriété collective des produits du travail comme le complément nécessaire du programme collectiviste, l'aide de tous pour la satisfaction des besoins de chaque être étant la seule règle de production et de consommation qui corresponde au principe de solidarité. Le congrès fédéral de Florence, a démontré avec éloquence l'avis de l'International Italien sur ce point. »

C'est aussi en Italie que les anarchistes de la première heure sont tentés par la révolution. Mikhaïl Bakounine est impliqué dans une insurrection à Florence en 1869 et dans une vaine tentative d'insurrection, en 1874 à Bologne. En 1877, Errico Malatesta, Carlo Cafiero et Andrea Costa lancent une tentative de révolution en Italie. Ils déclarent deux villages « libérés » de Campanie, avant d'être réprimés par l'armée.

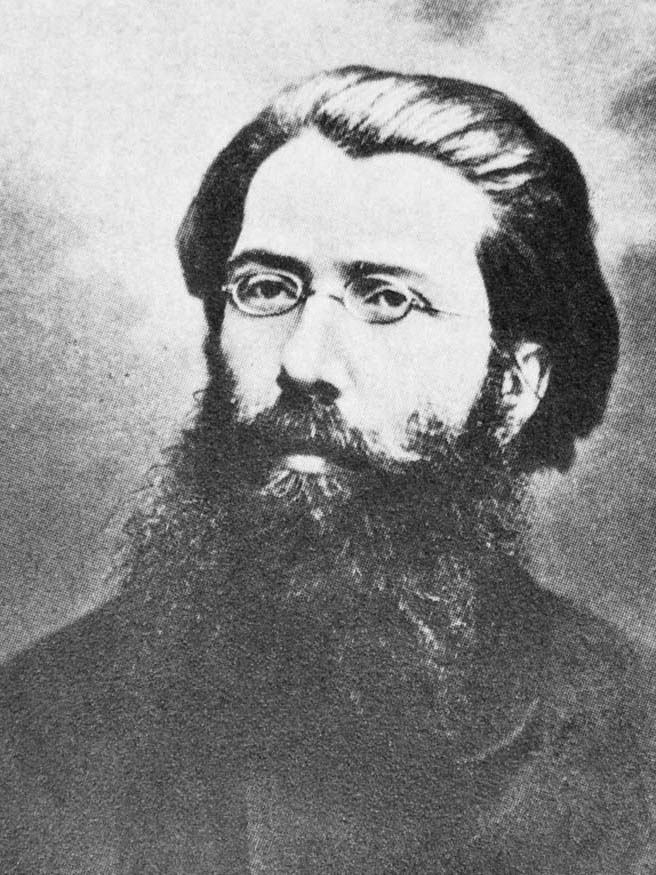
Carlo Cafiero

La commune de Paris (1871), mouvement flou ayant fait converger de nombreuses initiatives de militants républicains et socialistes, démocratise dans le monde l'idée de révolution socialiste. En raison de la connaissance limitée des événements réels ayant eu lieu, de nombreux militants ont des visions utopiques de la nature de la Commune, conduisant à une popularité anarchiste et d'autres idées socialistes. Le révolutionnaire radical et républicain Giuseppe Mazzini condamne la Commune parce qu'elle représente tout ce qu'il hait : la lutte des classes, la violence de masse, l'athéisme et le matérialisme. La condamnation de Mazzini le discrédite en Italie, et beaucoup de ses partisans républicains se rangent dans les rangs de l'AIT.
À la suite de la scission entre Karl Marx et Bakounine, la section italienne de l'AIT, déjà anarchiste, se range aux côtés de Bakounine contre son expulsion pour formation de société secrète par le conseil général de Londres, contrôlé par Marx. La pensée de Bakounine et son attitude à Lyon pendant les événements de 1870, lui font gagner un prestige considérable, et l'AIT italienne se rallie au bakouninisme. En 1872, Bakounine et Cafiero aident à organiser une fédération nationale des sections italiennes de l'AIT. Tous les délégués du congrès fondateur, à l'exception de Carlo Terzaghi, un espion de la police et deux garibaldiens socialistes, étaient anarchistes.

## Errico Malatesta

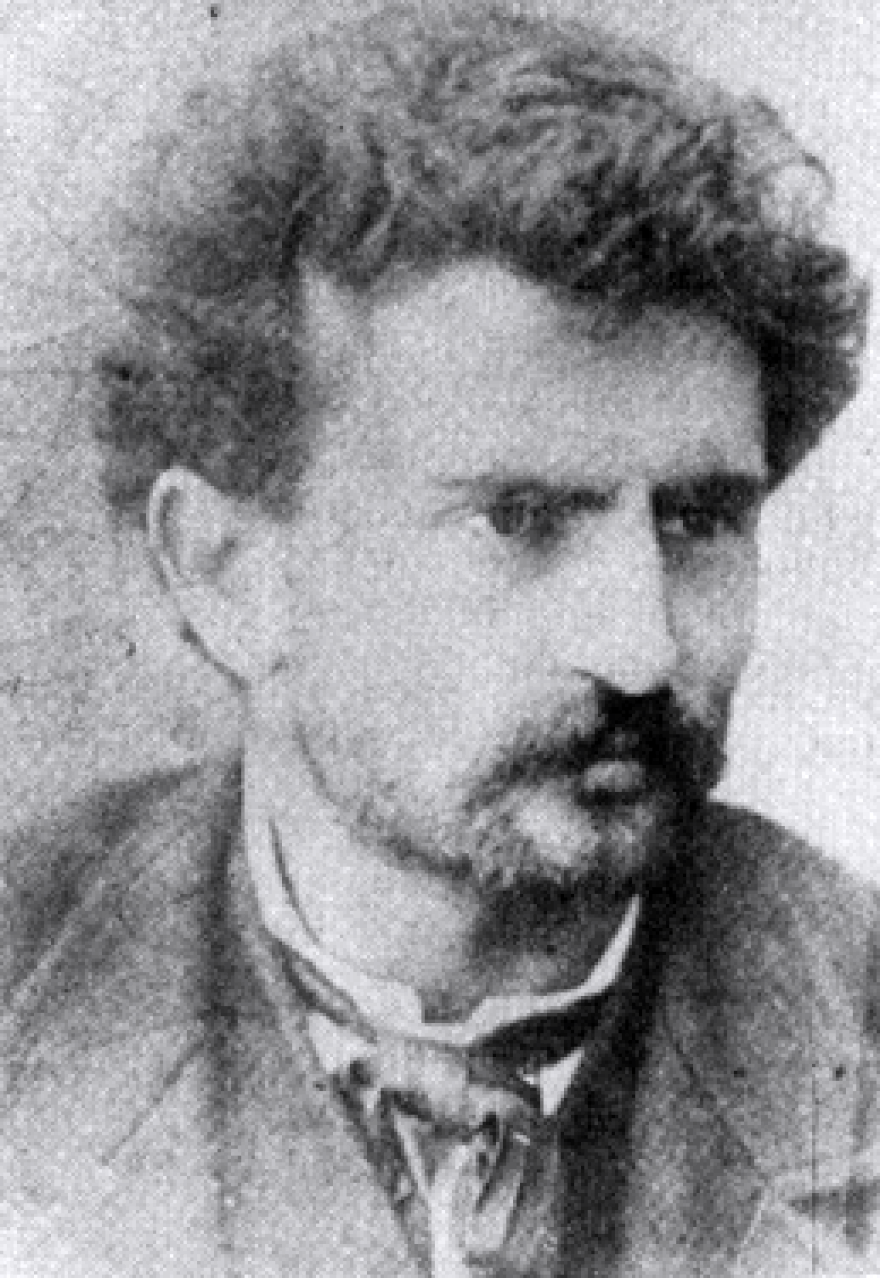
Errico Malatesta

Errico Malatesta est un important anarchiste italien. Il a écrit et édité un certain nombre de journaux radicaux et est aussi l'ami de Mikhaïl Bakounine. De par son enthousiasme pour la commune de Paris, et en partie pour son amitié avec Carmelo Palladino (it), il rejoint la section napolitaine de l'Association internationale des travailleurs, en 1871, tout en suivant sa formation de mécanicien et électricien. En 1872, il rencontre Mikhail Bakounine, avec qui il a participé au congrès de Saint-Imier. Durant les quatre années suivantes, Malatesta aide la propagande internationaliste en Italie : pour ces activités, il est emprisonné à deux reprises.
En avril 1877, Malatesta, Carlo Cafiero, le Russe Stepniak et environ 30 autres personnes lancent une insurrection dans la province de Bénévent, s'emparant des villages de Letino et Gallo Matese sans lutte. Les révolutionnaires brûlent les registres fiscaux et déclarent la fin du règne du roi : ils sont accueillis avec enthousiasme, étant soutenus également par un prêtre local.
À Florence, il fonde l'hebdomadaire anarchiste La Questione Sociale (en français : la question sociale) dans lequel son pamphlet le plus populaire intitulé Fra Contadini (en français : chez les agriculteurs), est publié pour la première fois. À partir de 1885, il vit à Buenos Aires, où il reprend la publication de La Questione sociale et participe à la fondation des premiers militants ouvriers du syndicat argentin, la Fédération ouvrière régionale argentine et y laisse une impression anarchiste dans les mouvements travailleurs durant les années à venir.
De retour en Europe, en 1889, il publie un journal clandestin appelé L'Associazione à Nice, jusqu'à ce qu'il soit contraint de fuir à Londres. Pendant ce temps, il écrit plusieurs brochures importantes, notamment L'Anarchia. Malatesta prend ensuite part au congrès anarchiste international d'Amsterdam (1907), où il débat avec Pierre Monatte sur la relation entre l'anarchisme et le syndicalisme (ou le syndicalisme professionnel).
Après la première Guerre mondiale, Malatesta revient finalement en Italie pour la dernière fois. Deux ans après son retour, en 1921, le gouvernement italien l'emprisonne, encore une fois, mais il est libéré deux mois avant l'arrivée au pouvoir des fascistes. De 1924 jusqu'en 1926, quand Benito Mussolini fait taire toute la presse indépendante, Malatesta publie la revue Pensiero e Volontà, bien qu'il soit harcelé et que la revue souffre de la censure gouvernementale. Il passe ses dernières années en menant une vie relativement tranquille, gagnant sa vie en tant qu'électricien. Après des années de souffrance en raison d'un système respiratoire faible et de bronchospasmes réguliers, il développe une pneumonie dont il meurt au bout de quelques semaines, le 22 juillet 1932.

## Le Parti socialiste révolutionnaire anarchiste
Le Parti socialiste révolutionnaire anarchiste (en italien : Partito Socialista Anarchico Rivoluzionario aura eu une courte vie dans les partis politiques Italiens. Il est fondé en janvier 1891 au congrès de Capolago, auquel environ 80 délégués de groupes Italiens socialistes et anarchistes participent, notamment : Errico Malatesta , Luigi Galleani, Amilcare Cipriani, Andrea Costa et Filippo Turati. Malatesta imagine que le parti socialiste révolutionnaire anarchiste soit la fédération italienne d'une association internationale des travailleurs, anarchistes et socialistes.
En 1892, la plupart de ses membres rejoignent le Parti socialiste révolutionnaire de Andrea Costa, qui à son tour fusionne l'année suivante dans le Parti socialiste italien.

## La fondation de l'Unione Sindacale Italiana
L'Unione Sindacale Italiana (USI) est un syndicat Italien fondé en 1912, lorsqu'un groupe de travailleurs, précédemment affilié à la Confédération générale du travail (Italie), se réunit à Modène et se déclare lié à l'héritage de la Première Internationale puis rejoignent, plus tard, l'Association internationale des travailleurs.
L'aile la plus à gauche de la Camera del lavoro adhère rapidement à l'USI et s'engage dans toutes les grandes batailles politiques pour les droits du travail - sans jamais adopter l'attitude militariste du moment suivie par d'autres syndicats. Néanmoins, après le déclenchement de la Première Guerre mondiale, l'USI est secouée par le différend autour de la question de l'intervention de l'Italie dans le conflit et les partisans de la triplice. Le problème est rendu plus aiguë par la présence des membres pro-intervention éminente, des voix nationales-syndicalistes présentes : Alceste De Ambris, Filippo Corridoni et, initialement, Giuseppe Di Vittorio. Le syndicat réussit à maintenir son opposition au militarisme, sous la direction de Armando Borghi et Alberto Meschi (it).

## L'Unione Italiana Anarchica et les années Rosso Biennio
Durant le Biennio Rosso, les « deux années rouges » le syndicat anarcho-syndicaliste Unione Sindacale Italiana atteint les 800 000 membres et l'influence du syndicat anarchiste italien (20 000 membres) plus Umanità Nova, son quotidien, augmentent en conséquence. Les anarchistes sont les premiers à suggérer l'occupation des lieux de travail. La synthèse anarchiste de la Fédération anarchiste italienne émerge de l'Unione Comunista Anarchica Italiana en 1920.

## Anarchisme individualiste italien et illégalisme

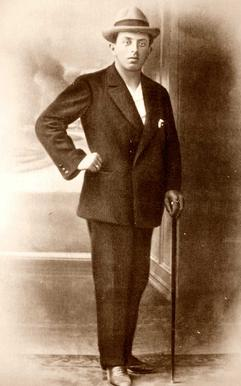
Renzo Novatore

En Italie, l'anarchisme individualiste avait une forte orientation vers l'illégalisme et la violente propagande semblable à l'anarchisme individualiste français, mais peut-être plus extrême. À cet égard, il faut considérer les magnicides célèbres, accomplis ou tentés, par les individualistes Giovanni Passannante qui tente d'assassiner Humbert Ier (roi d'Italie), Sante Geronimo Caserio assassin de Sadi Carnot, Michele Angiolillo assassin d'Antonio Cánovas del Castillo, Luigi Lucheni assassin d'Élisabeth de Wittelsbach, Gaetano Bresci qui assassine le roi Humbert Ier. Caserio vit en France et est impliqué au sein de l'illégalisme français et, plus tard, l'assassinat du président Sadi Carnot.
Les graines théoriques de l'anarchisme insurrectionnaliste sont déjà semées à la fin du XIXe siècle en Italie en combinaison avec la critique de l'anarchisme individualiste par des groupes permanents et organisations qui soutiennent la lutte de classe socialiste à l'échelle mondiale. Lors de la montée du fascisme, ce courant politique motive également Gino Lucetti, Michele Schirru et Angelo Pellegrino Sbardellotto pour tenter d'assassiner Benito Mussolini.
Renzo Novatore est un anarchiste individualiste important qui collabore à de nombreuses revues anarchistes et participe au courant d'avant-garde du futurisme. Novatore collabore à la revue anarchiste individualiste Iconoclasta! aux-côtés du jeune Stirneriste et illégaliste Bruno Filippi. Novatore appartient à la section de gauche du futurisme aux côtés d'autres anarcho-futuristes individualistes tel que Dante Carnesecchi (it), Leda Rafanelli, Auro d'Arcole et Giovanni Governato (it).

### Pietro Bruzzi
Pietro Bruzzi (it) publie en 1921 la revue L'Individualista aux côtés de Ugo Fedeli (it) et Francesco Ghezzi,.
Accusé d’avoir participé à la préparation de l’attentat commis à Milan au théâtre Diana le 23 mars 1921, il fuit clandestinement d’abord en URSS, puis en Allemagne, en Autriche et en Belgique. Il passe ensuite en France d’où il collaborait à la revue individualiste Italo-Américaine Eresia de New York, éditée par Enrico Arrigoni.
Expulsé de France avec Luigi Damiani et Angelo Bruschi, il se rend à Barcelone où il est membre en 1931 de l’Office libertaire de correspondance, un groupe dirigé par le militant espagnol Rafael Martinez.
En 1933, les autorités fascistes italiennes obtiennent son extradition d’Espagne, et il est envoyé au bagne de Ponza pour cinq ans. À la fin de sa peine il retourne à Milan où, en 1943, il intégra la résistance.
À l’été 1944, il est le rédacteur du journal clandestin L’Adunata dei libertari, sous-titré Organo de la FAI (Milan, n°1, 18 juillet 1944). Arrêté par les nazis, Pietro Bruzzi est fusillé à Legagno.

## Le régime fasciste

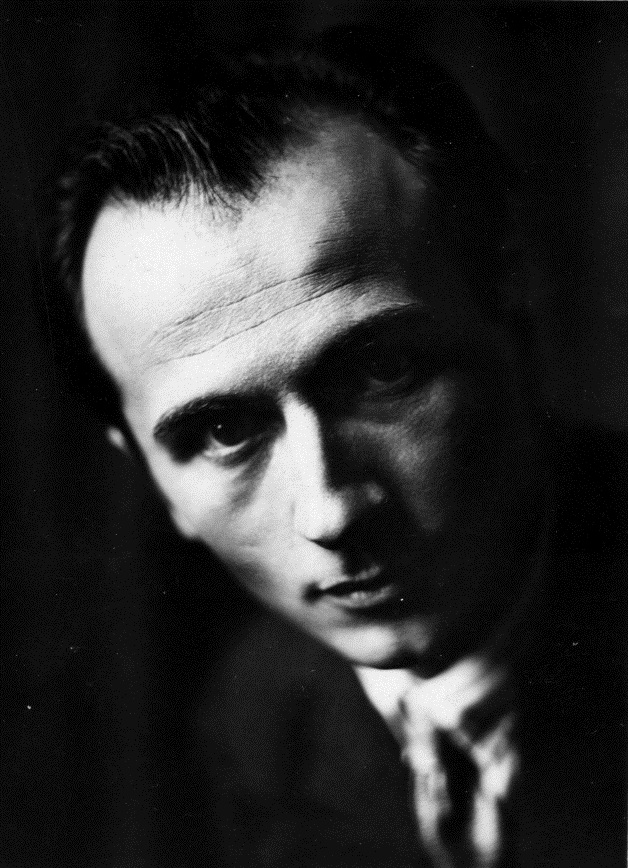
Camillo Berneri, anarchiste italien antifasciste

Lorsque la guerre s'achève, l'USI a atteint un sommet en nombre d'adhérents : c'est à cette époque qu'elle rejoint l'AIT, pour devenir l'USI-AIT. L'USI devient un opposant majeur de Benito Mussolini et son régime fasciste : les batailles de rue avec les chemises noires culminent en août 1922 lors des émeutes de Parme, lorsque l'USI-AIT est confronté à Italo Balbo et ses Reparti d'assalto.
L'USI-AIT est interdit par Mussolini en 1926, mais reprend ses activités dans la clandestinité et l'exil. Elle lutte contre Francisco Franco dans la guerre civile espagnole, aux côtés de son organisation-sœur dans l'AIT, la Confédération nationale du travail et la Fédération anarchiste ibérique. Après la Seconde Guerre mondiale et la proclamation de la République, les anciens membres du syndicat suivent les directives de la Fédération anarchiste italienne qui appelle à la création d'un mouvement unitaire et rejoint la confédération générale italienne du travail(CGIL).

## La guerre d'Espagne
Durant la révolution sociale espagnole de 1936, de nombreux exilés anarchistes italiens rejoignent la Catalogne (où la CNT anarcho-syndicaliste est très présente) et combattent dans les milices confédérales (notamment dans la « section italienne de la colonne Ascaso »,), tels Camillo Berneri, Giuseppe Bifolchi (it), Enrico Zambonini,, Antonio Cieri, Ilario Margarita, Leonida Mastrodicasa ou Antoine Gimenez.
En mai 1937, Camillo Berneri, qui s'est porté volontaire pour lutter contre Franco, est enlevé par une dizaine d'hommes en civil, porteurs d’un brassard rouge et par des policiers. Il est retrouvé mort le lendemain, son corps criblé de balles. Les hommes sont associés au parti communiste espagnol,,.

## Des années d'après-guerre à aujourd'hui
Dans les années immédiates d'après-guerre, il y a des tentatives ratées pour une résurgence de l'anarcho-syndicalisme. La fédération anarchiste italienne (FAI) est fondée en 1945 à Carrare. Elle adopte un pacte associatif ainsi que le programme anarchiste d'Errico Malatesta. Il est décidé de publier l'hebdomadaire Umanità Nova qui reprend le nom de la revue publiée par Errico Malatesta.
Au sein du FAI, une tendance se forme, dirigée par Pier Carlo Masini. Le groupe anarchiste d'action prolétarienne (GAAP) est fondé. Il « propose un parti libertarien avec une théorie anarchiste et la pratique adaptée à la nouvelle réalité économique, politique et sociale de l'après-guerre en Italie, avec une perspective internationaliste et la présence effective sur les lieux de travail (...) Le GAAP s'allie avec un développement similaire au sein du mouvement anarchiste français, la fédération communiste libertaire, dont le leader était Georges Fontenis. »
Une autre tendance, qui ne peut s'affilier à la classique FAI ou avec le GAAP, commence à émerger dans des groupes locaux. Ces groupes privilégient l'action directe, par affinité informelle des groupes et l'anarchisme d'expropriation pour le financement de l'activité anarchiste.
De ces groupes, Alfredo Maria Bonanno, influent anarchiste insurrectionnelle, va se révéler, influencé lui-même par l'expérience de José Luis Facerías, un anarchiste espagnol exilé.

A/Rivista Anarchica.

Au 9e congrès de la Fédération anarchiste italienne, à Carrare, en 1965, un groupe décide de se séparer de cette organisation et crée le Gruppi di Iniziativa Anarchica (GIA) composé principalement d'anarchistes individualistes en désaccord avec les aspects importants du pacte associatif et critique de l'anarcho-syndicalisme. Le GIA publie le bi-hebdomadaire L'Internazionale. Un autre groupe se sépare également de la fédération anarchiste et rejoint le Gruppi Anarchici Federati. Le GIA publie plus tard Interrogations et A/Rivista Anarchica.

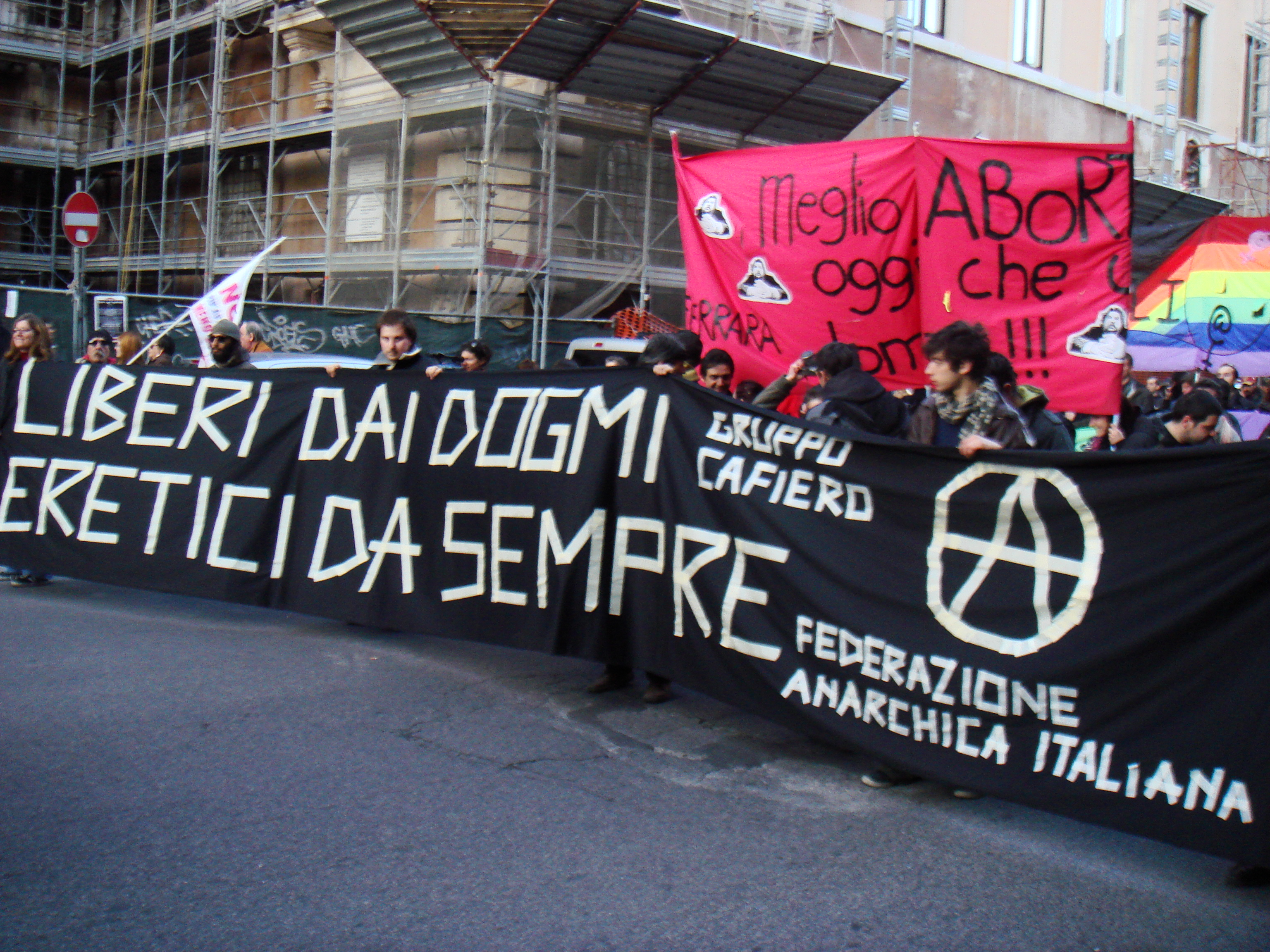
Manifestation de la Fédération anarchiste italienne à Rome en 2008.

Au début des années 1970, une tendance plateformiste émerge au sein de la fédération anarchiste italienne qui plaide pour une plus grande cohérence stratégique et l'insertion sociale dans le mouvement ouvrier, tout en rejetant la synthèse du pacte associatif de Malatesta auquel la FAI adhère. Ces groupes commencent à s'organiser, à l'extérieur de la FAI, dans des organisations comme l'organisation révolutionnaire anarchiste (ORA) de Ligurie qui organise un congrès en présence de 250 délégués de groupes provenant de 60 villes différentes. Ce mouvement est influent dans les mouvements autonomes des années 1970. Ils publient Fronte Libertario della lotta di classe à Bologne et Comunismo libertario à Modène.
Un autre groupe tente de mettre l'accent sur l'anarcho-syndicalisme et publie Per l'Azione Diretta à Florence et Bolletino d'Informazione Anarcosindicalista. La Fédération des communistes anarchistes (FdCA), est créée en 1985 en Italie, de la fusion de l' Organizzazione Rivoluzionaria Anarchica (Organisation anarchiste révolutionnaire) et l'Unione dei Comunisti Anarchici della Toscana (Union Toscane des anarchistes communistes - UCAT). En 1986, le congrès ORA/ UCAT adopte le nom de fédération des anarchistes communistes.
La fédération anarchiste italienne (synthésiste) et la fédération des anarchistes communistes (plateformiste) continuent d'exister, mais l'anarchisme insurrectionnel continue d'être pertinent comme le montre la création récente (2003) de la fédération anarchiste informelle.

## Chronologie
- 1869 : Fondation de la section italienne de l'Association internationale des travailleurs.
- 1876 : Le drapeau rouge et noir est utilisé pour la première fois par la section italienne de la Première Internationale
- 5 avril 1877 : début de l'insurrection dans le Bénévent italien, organisée par une trentaine d'anarchistes dont Errico Malatesta et Carlo Cafiero.
- 17 novembre 1878 : tentative d'assassinat du roi Humbert Ier par Giovanni Passannante.
- 20 mai 1883 : première parution du journal Il Popolo fondé par Errico Malatesta.
- 22 décembre 1883 : première parution du journal La Questione sociale.
- 13 février 1884 : saisie du journal La Questione sociale et arrestation de Pilade Cecchi.
- 1891 : fondation du Parti Socialiste Révolutionnaire Anarchiste Italien
- 30 janvier 1894 : arrestation de Francesco Saverio Merlino.
- 16 juin 1894 : tentative d'assassinat de Francesco Crispi, président du conseil italien, par Paolo Lega.
- 11 juillet 1894 : lois contre les organisations anarchistes et socialistes.
- 22 avril 1897 : tentative d'assassinat du roi d'Italie Humbert Ier par Pietro Acciarito.
- 24 novembre au 21 décembre 1898 : Conférence internationale de Rome pour la défense sociale contre les anarchistes à la suite de l'assassinat, le 10 septembre 1898, d'Élisabeth de Wittelsbach.
- 29 juillet 1900 : assassinat du roi d'Italie Humbert Ier par Gaetano Bresci.
- 25 juillet 1903 : parution du journal Il Pensiero fondé par Pietro Gori et Luigi Fabbri.
- 1912 : fondation d'Unione Sindacale Italiana
- 1919-20 : Conseils et occupations d'usines en Italie
- 3 juillet 1920 : lors de son deuxième Congrès l'Unione Communista Anarchica d'Italia décide, sous l'influence de Errico Malatesta de se transformer en Unione Anarchica Italiana (UAI), en abandonnant la référence au communisme libertaire à la suite des événements de Russie et de l'attitude des bolcheviques.
- 1920 : publication du journal Umanità Nova
- 11 septembre 1926 : attentat contre Benito Mussolini organisé par Gino Lucetti.
- 31 octobre 1926 : tentative d'assassinat de Benito Mussolini par Anteo Zamboni.
- 1936-1939 : Sébastien Faure Century, contingent de la colonne Durruti durant la guerre d'Espagne
- 1945 : création de la Fédération anarchiste italienne
- 1986 : fondation de la Fédération Anarcho-communisme Italienne
- Le 23 octobre 2007 : 5 militants anarchistes (Michele Fabiani, Andrea Di Nucci, Dario Polinori, Damiano Corrias et Fabrizio Reali Roscini) sont arrêtés et accusés de faire partie d'une organisation anarchiste insurrectionnelle nommée COOP-FAI (Contre tous les ordres politiques - Fédération anarchiste informelle).

## Anarchisme en Italie

### Organisations anarchistes italiennes
Cette liste concerne les fédérations, confédérations, syndicats, organisations armées et les collectifs autonomes et groupes d'affinité italiens :
- Ateneo Libertario
- Fédération anarchiste informelle 2003–présent
- Fédération des communistes anarchistes (Italie)  1986–présent
- Fédération anarchiste italienne active
- Federazione anarchica pisana (it) défunte
- Federazione Anarchica Siciliana (Sicile)  défunte
- Formations de défense prolétarienne défunte
- Unione Anarchica Italiana
- Unione Sindacale Italiana 1912–Présent
- Confederazione Italiana di Base Unicobas 1990–présent

### Anarchistes en Italie
Cette liste non exhaustive comprend des anarchistes Italiens notoires :
- Pietro Acciarito
- Ettore Aguggini
- Michele Angiolillo
- Camillo Berneri
- Pino Bertelli
- Luigi Bertoni
- Amedeo Bertolo
- Gino Bibbi
- Alfredo Bonanno
- Armando Borghi
- Gaetano Bresci
- Pietro Bruzzi
- Carlo Cafiero
- Emilio Canzi
- Sante Caserio
- Piero Ciampi
- Giuseppe Ciancabilla
- Antonio Cieri
- Amilcare Cipriani
- Virgilia D'Andrea
- Luigi Fabbri
- Luce Fabbri
- Ugo Fedeli
- Sante Ferrini
- Pietro Gori
- Errico Malatesta
- Ilario Margarita
- Leonida Mastrodicasa
- Giovanni Passannante
- Giuseppe Pinelli
- Leda Rafanelli
- Paolo Schicchi
- Pio Turroni
- Pietro Valpreda
- Luigi Damiani

## Source
- (en) Cet article est partiellement ou en totalité issu de l’article de Wikipédia en anglais intitulé « Anarchism in Italy » (voir la liste des auteurs).

## Notices
- RA.forum, Italie. Histoire de l’anarchisme au XIXe siècle, notice bibliographique.